# Peter Burian (Diplomat)

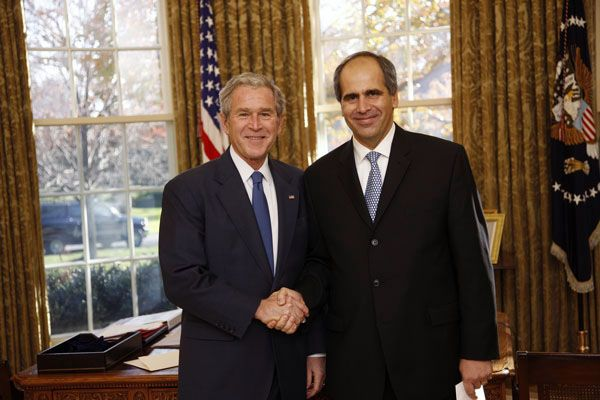
Peter Burian (rechts) mit US-Präsident George W. Bush im Oval Office (2008)

Peter Burian (geboren am 21. März 1959 in Hlohovec, Tschechoslowakei) ist ein slowakischer Diplomat. Er war Botschafter der Slowakei in den Vereinigten Staaten. Von 2015 bis Juni 2021 war er EU-Sonderbeauftragter für Zentralasien.
Burian studierte Orientalistik an der Staatlichen Universität Leningrad der Sowjetunion. Nach seinem Abschluss trat er 1983 in die Nahostabteilung des tschechoslowakischen Außenministeriums ein. Von 1987 bis 1989 war er stellvertretender Missionsleiter der Botschaft seines Landes in Beirut im Libanon. 1991 kehrte er ins Außenministerium zurück und ging 1992 als Geschäftsträger zur tschechoslowakischen Botschaft in den Vereinigten Staaten nach Washington, D.C. Nach der Auflösung des Staates zum 1. Januar 1993 wurde Burian in den Dienst der neugegründeten Slowakischen Republik übernommen und unmittelbar Geschäftsträger der Washingtoner Botschaft, bald darauf als stellvertretender Leiter dieser Auslandsvertretung bis 1997. Anschließend wurde er Generaldirektor einer Abteilung („Human Dimension Affairs“) des slowakischen Außenministeriums. Ab 2003 leitete er die dortige Abteilung für politische Planung und Analyse.
Von 1999 bis 2003 war Burian ständiger Vertreter seines Landes beim NATO-Hauptquartier in Brüssel. Vom 2. Dezember 2004 bis November 2008 war er als Nachfolger von Peter Tomka ständiger Vertreter der Slowakei bei den Vereinten Nationen (UNO) und saß für sie in deren Sicherheitsrat, als das Land dort 2006/2007 nichtständiges Mitglied war. In dieser Funktion saß er für den Monat Februar 2007 dem Gremium vor. Im Dezember 2008 wurde Burian Botschafter der Slowakischen Republik in den Vereinigten Staaten, bis er im September 2012 nach Bratislava zurückberufen wurde. Anschließend war er Staatssekretär im Außenministerium seines Landes.
Seit dem 15. April 2015 ist er als Sonderbeauftragter der Europäischen Union zuständig für die Beziehungen zu den zentralasiatischen Staaten und die Vertretung der europäischen Interessen in dieser Region.
Burian ist verheiratet und hat zwei Kinder. Er spricht Englisch, Französisch, Russisch und Arabisch.

## Belege
1. ↑  Von Juni 1993 bis März 1994 wird Burian als Botschafter geführt, siehe Former Ambassadors. In: MZV.sk, 12. September 2006, zuletzt aktualisiert am 30. November 2015 (englisch).
2. 1 2  Burian, Peter. In: AllGov.com (englisch).
3. ↑  Matt Bewig: Ambassador from Slovakia: Who Is Peter Kmec? In: AllGov.com, 13. April 2013 (englisch).
4. ↑  Peter Burian nominated as EU Special Representative for Central Asia. (Memento des Originals vom 22. März 2018 im Internet Archive)  Info: Der Archivlink wurde automatisch eingesetzt und noch nicht geprüft. Bitte prüfe Original- und Archivlink gemäß Anleitung und entferne dann diesen Hinweis. In: MZV.sk, 17. März 2015 (englisch); EUSR for Central Asia. In: EEAS.Europa.eu (englisch). Siehe zu seinen Aufgaben auch Assel Satubaldina: We want to continue to be real partner for Central Asia, says EU Special Representative. In: Astana Times, 23. Februar 2018 (englisch).

| Personendaten    | Personendaten              |
| ---------------- | -------------------------- |
| NAME             | Burian, Peter              |
| KURZBESCHREIBUNG | slowakischer Diplomat      |
| GEBURTSDATUM     | 21. März 1959              |
| GEBURTSORT       | Hlohovec, Tschechoslowakei |